# ریحان‌آباد (گلوگاه)
ریحان آباد، روستایی است از توابع بخش کلباد شهرستان گلوگاه در استان مازندران ایران.

## جمعیت
این روستا در دهستان کلباد شرقی قرار دارد و براساس سرشماری مرکز آمار ایران در سال ۱۳۹۰، جمعیت آن ۱۲۲۰ نفر (۳۱۲خانوار) می‌باشد که ۱۰۰ درصد آنان مسلمان و شیعه دوازده امامی هستند. مردم ریحان آباد از قومیت طبری هستند که ریشه آن به قوم آمارد و قوم تپوری می‌رسد. مردم ریحان آباد به زبان طبری (مازندرانی)  سخن میگویند. سکنه بومی گلوگاه خود را تات می‌نامند و زبان خود را زبان تاتی می‌نامند. به گفته محققین تات در زبان اهالی مازندران به معنی بومی، روستایی و یکجانشین می‌باشد و منظور از تات همان قوم طبری است و منظور از زبان تاتی همان زبان طبری می‌باشد.

## موقعیت جغرافیایی
روستای ریحان آباد در ۱۰ کیلومتری غرب شهرستان گلوگاه واقع شده‌است که از شمال به دریای خزر (خلیج گرگان) از جنوب به جنگلهای البرز از شرق به مزارع روستای لمراسک و از غرب به روستای قلعه پایان متصل است و با ارتفاع ۲۰ متر از سطح آب‌های دریای آزاد در موقعیت جغرافیایی
′۴۲–۵۳ طول شرقی و ′۴۳–۳۶ عرض شمالی و در ضلع شرقی شهرستان بهشهر قرار دارد.

## بناهای تاریخی
از مهمترین بناهای تاریخی این روستا می‌توان به حمام عمومی روستا اشاره کرد که قدمت زیادی ندارد.
از دیگر اماکن تاریخی روستای ریحان آباد امام زاده قاسم (از نوادگان امام موسی کاظم) است که در پانصدمتری و در سمت جنوب غربی این روستا واقع شده و به خاطر نزدیکی با جاده سراسری و داشتن زائر سرای امام رضا (ع) همه ساله پذیرای مسافر است. همچنین اموات روستای ریحان آباد در این امام زاده دفن می‌باشند و ۱۲ شهید روستا در آن آرمیده‌اند.

## کتاب روستا
کتاب ریحان آباد (ران)نگین دیار کبود جامگان اولین کتاب تالیف شده درباره این روستا می باشد.نوشته محقق ارجمند آقای غلامرضا حبیبی در سال 1392 در 287 صفحه چاپ گردید . ایشان در پشت جلد کتاب روستا را اینگونه توصیف میکند :
روستای ریحان آباد ( ران ) از توابع شهرستان گلوگاه استان مازندران در قلب منطقه باستانی کبودجامه و طبیعت بکر و زیبای آن ( بین دریای مازندران و جنگل ) واقع گردیده است . این دیار با تاریخ کهن خود محل ظهور و سقوط شهر های باستانی اسپهبدان , آبادان , شهرآباد و زادگاه اسپهبدان و مشاهیر بنام بلاد تبرستان نظیر اسپهبد رستم کبود جامه , اسپهبد علاالدوله , اسپهبد شاهغازی , شیخ العلما ملاشریف , همچنین دارای اقتصادی پویا , فرهنگی ناب , اراضی حاصلخیز و مردمانی خونگرم و صمیمی و مهمان نواز می باشد .